# Oscar del calcio AIC 2010

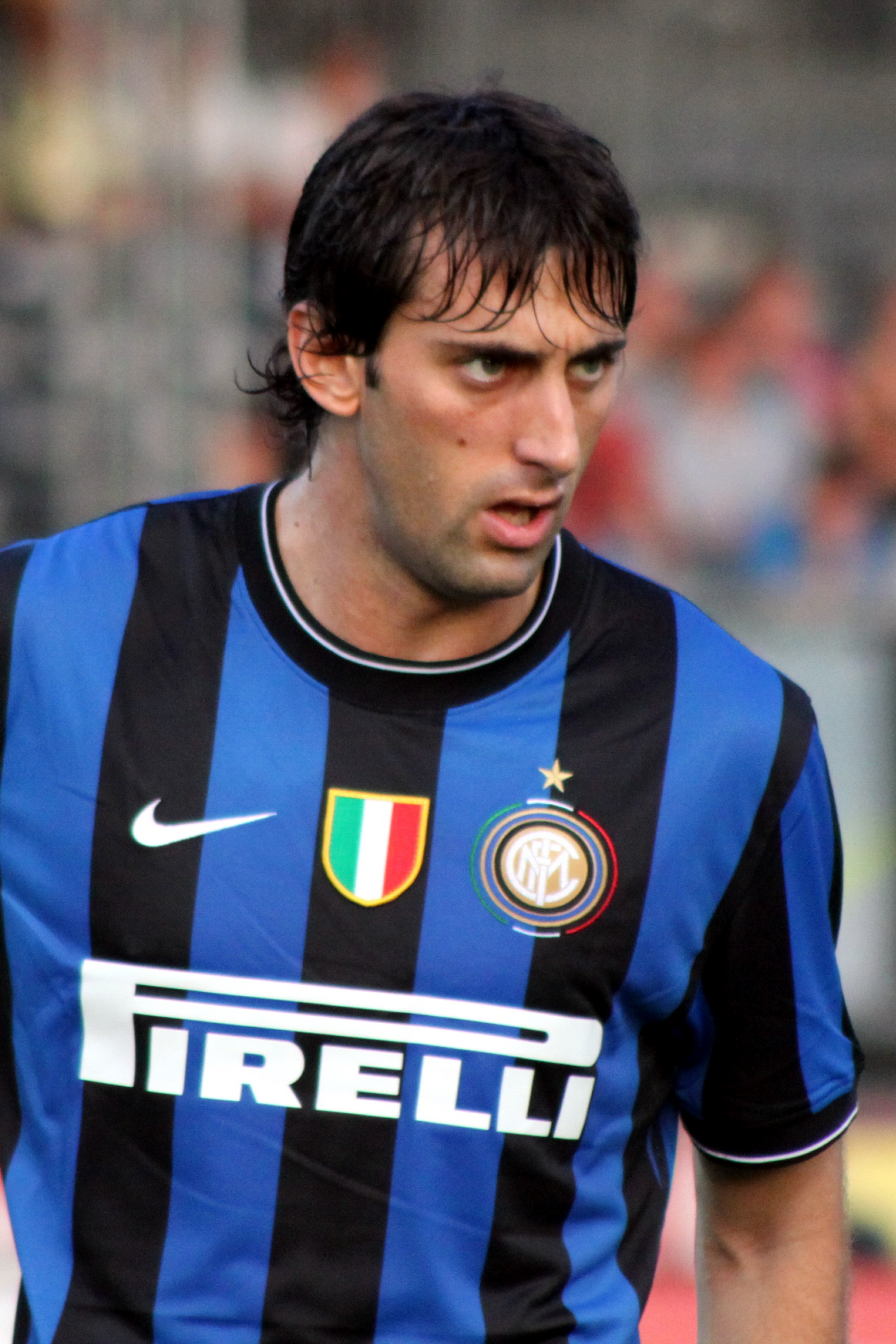
L'argentino Diego Milito, migliore calciatore assoluto agli Oscar del calcio AIC 2010.

L’Oscar del calcio AIC 2010 fu la quattordicesima edizione dell'Oscar del calcio AIC, la manifestazione in cui vengono premiati i protagonisti del calcio italiano dall'Associazione Italiana Calciatori. I premi sono stati assegnati il 24 gennaio 2011 presso l'Auditorium Verdi di Milano.

## Vincitori

### Migliore calciatore italiano
| Piazzamento | Giocatore         | Squadra   |
| ----------- | ----------------- | --------- |
| Vincitore   | Antonio Di Natale | Udinese   |
| Nomination  | Antonio Cassano   | Sampdoria |
| Nomination  | Andrea Pirlo      | Milan     |

### Migliore calciatore straniero
| Piazzamento | Giocatore       | Squadra |
| ----------- | --------------- | ------- |
| Vincitore   | Diego Milito    | Inter   |
| Nomination  | Samuel Eto'o    | Inter   |
| Nomination  | Wesley Sneijder | Inter   |

### Migliore portiere
| Piazzamento | Giocatore         | Squadra |
| ----------- | ----------------- | ------- |
| Vincitore   | Júlio César       | Inter   |
| Nomination  | Morgan De Sanctis | Napoli  |
| Nomination  | Salvatore Sirigu  | Palermo |

### Migliore calciatore giovane
| Piazzamento | Giocatore       | Squadra |
| ----------- | --------------- | ------- |
| Vincitore   | Javier Pastore  | Palermo |
| Nomination  | Mario Balotelli | Inter   |
| Nomination  | Alexandre Pato  | Milan   |

### Migliore allenatore
| Piazzamento | Allenatore           | Squadra   |
| ----------- | -------------------- | --------- |
| Vincitore   | José Mourinho        | Inter     |
| Nomination  | Massimiliano Allegri | Cagliari  |
| Nomination  | Luigi Delneri        | Sampdoria |

### Migliore difensore
| Piazzamento | Difensore         | Squadra  |
| ----------- | ----------------- | -------- |
| Vincitore   | Walter Samuel     | Inter    |
| Vincitore   | Giorgio Chiellini | Juventus |
| Nomination  | Thiago Silva      | Milan    |

### Migliore calciatore assoluto
| Piazzamento | Giocatore    | Nazionalità | Squadra |
| ----------- | ------------ | ----------- | ------- |
| Vincitore   | Diego Milito | Argentina   | Inter   |

### Migliore arbitro
| Piazzamento | Arbitro           |
| ----------- | ----------------- |
| Vincitore   | Emidio Morganti   |
| Nomination  | Nicola Rizzoli    |
| Nomination  | Paolo Tagliavento |

### Miglior gol
| Piazzamento | Giocatore           | Squadra | Partita                         |
| ----------- | ------------------- | ------- | ------------------------------- |
| Vincitore   | Maicon              | Inter   | Inter - Juventus (16/04/2010)   |
| Nomination  | Edinson Cavani      | Napoli  | Napoli - Lecce (19/12/2010)     |
| Nomination  | Ezequiel Lavezzi    | Napoli  | Napoli - Milan (25/10/2010)     |
| Nomination  | Antonio Di Natale   | Udinese | Udinese - Napoli (28/11/2010)   |
| Nomination  | Alessandro Diamanti | Brescia | Brescia - Juventus (10/11/2010) |

### Squadra dell'anno
| Piazzamento | Squadra |
| ----------- | ------- |
| Vincitore   | Inter   |